# Largo de Dona Estefânia
O Largo de Dona Estefânia localiza-se na freguesia de Arroios, em Lisboa.
O Largo de Dona Estefânia encontra-se a meio da extensão da Rua de Dona Estefânia e próximo do Hospital de Dona Estefânia. O topónimo homenageia Estefânia de Hohenzollern-Sigmaringen, rainha consorte, mulher de D. Pedro V.
A estátua de Neptuno que ornamenta a fonte no centro do largo já esteve anteriormente no centro da Praça do Chile e é originária do antigo Chafariz do Loreto, que se ergueu no Largo do Chiado entre 1771 e 1853.